# Lindenauschule
Die Lindenauschule ist eine schulformübergreifende (integrierte) Gesamtschule mit gymnasialer Oberstufe in Hanau. Sie befindet sich im Hanauer Stadtteil Großauheim in der Rue de Conflans 4. 

## Geschichte
Die Grundsteinlegung war am 16. Dezember 1963. Die Namensgebung erfolgte am 19. Februar 1965. Die Stadtverordnetenversammlung gab ihr den Namen Lindenauschule aufgrund der Flur, in der sie errichtet wurde. Am 21. April 1965 war der erste Schultag für 478 Schüler, ihr Schulleiter war Rektor Ernst Roß. Eingeweiht wurde die Schule am 28. Februar 1965 durch den hessischen Ministerpräsidenten Georg-August Zinn. Am 2. Juni 1969 fand das Richtfest für das „Förderstufengebäude“ statt. Im September 1969 wurde der Landkreis Hanau neuer Schulträger. Am 25. Juni 1972 war Baubeginn für das Erweiterungsgebäude der Sekundarstufe I. Am 20. August 1973 begann der Unterricht in diesem Neubau. Im Oktober 2006 wird die Pädagogische Mittagsbetreuung mit Mittagstisch, Hausaufgabenbetreuung und Arbeitsgemeinschaften eingeführt. Im September 2008 ging auf dem Dach der Lindenauschule die erste Hanauer Bürger-Solaranlage in Betrieb. Der erste Spatenstich zum Neubau einer Mensa erfolgt im Januar 2009, eingeweiht werden konnte sie im Oktober des gleichen Jahres.